# Ottavio Farnese af Parma
Ottavio Farnese (9. oktober 1524 – 18. september 1586) var den anden hertug af det lille hertugdømme Parma i Norditalien fra 1547 til 1586. Han tilhørte slægten Farnese og var søn af Pier Luigi Farnese.

## Biografi
Ottavio Farnese var den næstældste søn af den italienske condottiere Pier Luigi Farnese, der selv var en uægte søn af pave Paul 3. I 1538 konsoliderede Pier Luigi venskabet mellem Slægten Farnese og kejserfamilien, da Ottavio blev gift med Kejser Karl 5.'s uægte datter, Margrete af Parma.
I 1545 blev Ottavios far Pier Luigi udnævnt til hertug af Parma af sin far pave Paul 3. Allerede i 1547 blev den upopulære hertug dog myrdet som følge af en konspiration. Hans søn Ottavio Farnese overtog dog først regeringen i hertugdømmet i 1551.
Ottavio Farnese døde 61 år gammel i 1586 i Piacenza. Han blev efterfulgt som hertug af sin søn Alessandro Farnese.